# Callihamus
Callihamus is een geslacht van hooiwagens uit de familie Triaenonychidae.
De wetenschappelijke naam Callihamus is voor het eerst geldig gepubliceerd door Roewer in 1931. 

## Soorten
Callihamus is monotypisch en omvat slechts de volgende soort:
- Callihamus badius